# 카플란-마이어 생존분석
카플란-마이어 생존분석은 생존 분석에서 사용되는 통계 기법이다. 비모수 통계를 이용하여 생존함수를 추정한다. 미국의 통계학자 폴 마이어와 에드워드 카플란에 의해 개발되었다.

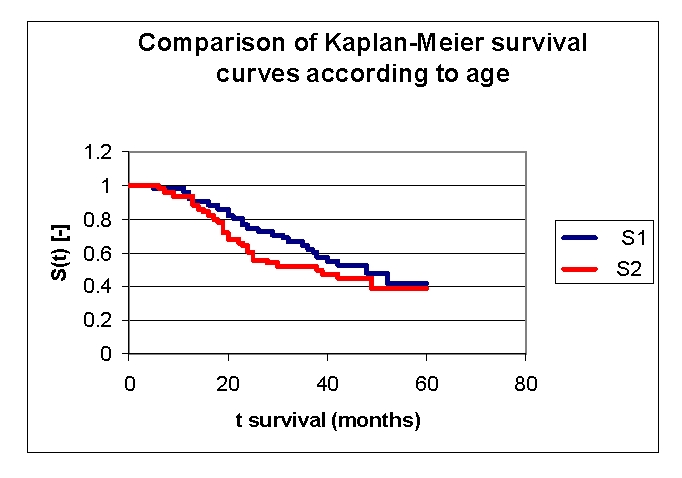
카플란-마이어 생존분석의 예시

## 개요
카플란-마이어 생존분석은 관찰 시간에 따라서 사건이 발생한 시점에서의 사건 발생률을 계산하는 방법이다.

## 같이 보기
- 생존 분석
- 기술통계학
- 통계적 추론